# Грінліф Віттер Пікард
Грінліф Віттер Пікард (14 лютого 1877, Портленд — 8 січня 1956, Ньютон) — один з винахідників кристалічного детектора, другий президент інституту радіоінженерів (IRE). Нагороджений Медаллю пошани IEEE (1926), Медаллю Армстронга (1941).

## Біографія
Грінліф Пікард навчався на факультеті мистецтв і наук Гарвардського університету і відвідував лекції в Массачусетському технологічному інституті.
У 1899 голу він отримав грант Смітсонівського інституту для проведення досліджень в області бездротових технологій на метеорологічній обсерваторії Blue Hill у Мілтоні штату Массачусетс.
У 1901 році, співпрацюючи з American Wireless Telegrath and Telephon Company, він встановив радіоапаратуру для передачі радіопрограми про регату «Кубок Америки». З 1902 року почав працювати в цій компанії, де проводив експерименти в області бездротової телефонії, маючи можливість спостерігати за тестуванням Режінальдом Фессенденом генератора змінного струму (альтернатора). У 1906 році Грінліф Пікард отримав патент на винахід кристалічного детектора.
У 1906 році він звільнився з компанії American Wireless Telegrath and Telephon Company, і в 1907 році разом зі своїми асистентами створив компанію Wireless Specialty Apparatus Company для просування на ринку запатентованих ним детекторів, один з яких називався «Періконом» (абревіатура від «Perfect Pickard contact»).
У жовтні 1925 року опубліковано статтю Піккарда, в якій повідомлялося про створення мережі з комерційних і експериментальних радіостанцій, за допомогою якої 24 січня 1925 були проведені дослідження впливу сонячного затемнення на характеристики прийому радіосигналів в частотному діапазоні 57 кГц-4 МГц у точках з різними географічними координатами
Протягом 1930-х років він був консультантом радіокорпорації Америки.
У липні 1931 Грінліф Пікард опублікував статтю, в якій навів результати дослідження метеоритного дощу на поширення радіохвиль.
У 1913 році він став другим президентом Інституту радіоінженерів (IRE).
У 1926 році «за внесок у розвиток області кристалічних детекторів, рамкових антен, дослідження поширення радіохвиль та впливу на них атмосферних перешкод» Грінліфа Пікарда нагороджено Медаллю пошани IRE, а в 1941 році — Медаллю Армстронга.